# El pequeño ministro
El pequeño ministro es una película dramática estadounidense de 1934 protagonizada por Katharine Hepburn y dirigida por Richard Wallace. 
El guion de Jane Murfin , Sarah Y. Mason y Victor Heerman se basa en la novela de 1891 y la obra de teatro posterior de 1897 del mismo título de J.M. Barrie. 
La película fue la quinta adaptación cinematográfica de las obras, después de cuatro versiones cinematográficas mudas .

## Sinopsis
Ambientada en la Escocia rural de la década de 1840, la película explora cuestiones laborales y de clase mientras cuenta la historia de Gavin Dishart, un clérigo serio que acaba de ser asignado a la iglesia Auld Licht de Thrums, y Babbie, un miembro de la nobleza que se disfraza de niña gitana para interactuar libremente con los aldeanos locales y protegerlos de su prometido, Lord Rintoul, que quiere mantenerlos bajo su control. 
La gente del pueblo bautiza a Dishart “El Pequeño Ministro” a su llegada por su juventud (esta es su primera parroquia) y su baja estatura. Inicialmente, el conservador Dishart está horrorizado por la chica luchadora, pero pronto llega a apreciar su bondad interior. Su relación romántica escandaliza a la gente del pueblo y la posición del ministro se ve comprometida hasta que el heroísmo de Dishart aturde y transforma los corazones de los aldeanos locales.

## Reparto
- Katharine Hepburn como Babbie
- John Beal como el reverendo Gavin Dishart
- Alan Hale como Rob Dow
- Donald Crisp como el Doctor McQueen
- Lumsden Hare como Tammas Whammond
- Andy Clyde como el policía Wearyworld
- Beryl Mercer como Mrs. Margaret Dishart, madre de Gavin
- Billy Watson como Micah Dow
- Dorothy Stickney como Jean Proctor
- Mary Gordon como Nanny Webster
- Frank Conroy como el señor Milford Rintoul
- Eily Malyon como Lady Evalina Rintoul
- Reginald Denny como el capitán Halliwell

## Producción

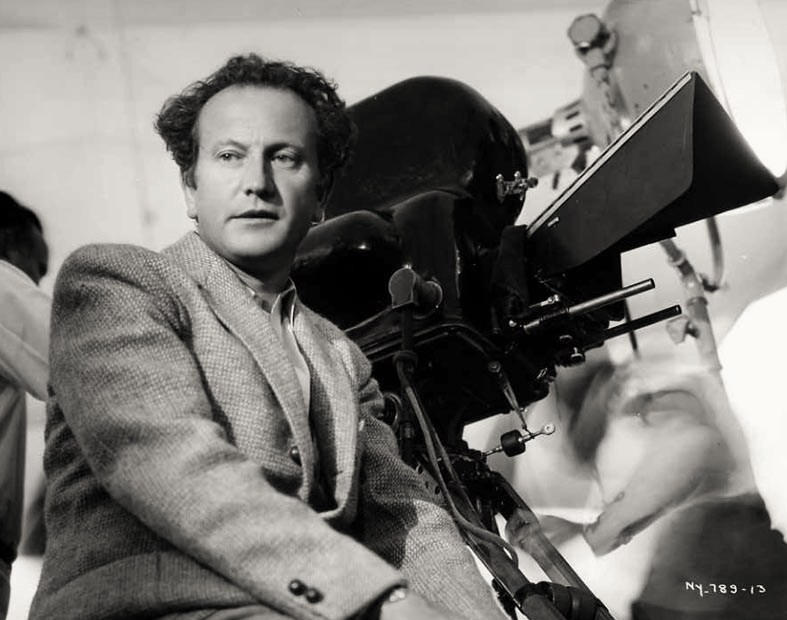
El Director Richard Wallace en el set de la película

La actriz Katharine Hepburn inicialmente rechazó el papel de Babbie, luego lo reconsideró, en contra del consejo de su agente Leland Hayward , cuando le ofrecieron el papel a Margaret Sullavan. La película tenía un presupuesto de $ 650,000, que en ese momento se consideraba una cantidad alta, y gran parte se gastó en filmaciones exteriores en el bosque de Sherwood y Laurel Canyon de California y en el elaborado escenario de la aldea construido en RKO Forty Acres back lot (Más tarde se usó en una serie de películas, incluidas Bonnie Scotland de Laurel y Hardy ). Fue la película más cara del año de RKO y la película más cara en la que había aparecido Hepburn.
La banda sonora incluye las melodías tradicionales escocesas "The Bonnie Banks O' Loch Lomond", "Comin' Thro' the Rye" y "House of Argyle". El conjunto de 3 CD Max Steiner: The RKO Years 1929-1936 incluye 10 pistas de música incidental que Steiner compuso para la película.
La película tuvo su estreno mundial en el Radio City Music Hall de la ciudad de Nueva York.